# Thích Sa Pa
Thích Sa Pa hay còn gọi phong Sa Pa (danh pháp khoa học: Acer chapaense) là một loài thực vật có hoa trong họ Bồ hòn. Loài này được Gagnep. mô tả khoa học đầu tiên năm 1948.